# 贝氏䱗
贝氏䱗（学名：Hemiculter bleekeri）为輻鰭魚綱鯉形目鯝科䱗属的鱼类。在中国，分布于大兴凯湖、小兴凯胡、贝尔湖、达赖湖、黑龙江、松花江、松花湖、辽河、黄河、山东济南、四川、湖北、江西鄱阳湖、江苏、浙江、福建等地。体侧扁，背腹缘略呈弧形，吻短，稍尖，吻长大于眼径，口端位且裂斜，鳞中大，薄而易脱落，侧线完全，体呈银色，鳍均呈浅灰色，体长可達25.2公分。该物种的模式产地在长江。

## 扩展阅读
- 黄河土著鱼类列表
- 的图片（页面存档备份，存于）